# نادي السيلية
نادي السيلية الرياضي هو نادي قطري لكرة قدم. تأسس عام 1995. ينافس حالياً في دوري نجوم قطر. رئيس النادي الحالي هو عبد الله بن سعيد العيدة المري.

## تاريخ
تأسس النادي عام 1995 وكان يحمل اسم نادي القادسية الرياضي، وفي عام 2003 تم تغيير اسم النادي إلى السيلية الرياضي.

الشعار السابق لنادي السيلية

## تشكيلة الفريق
ملاحظة: تشير الأعلام إلى المنتخب بحسب قواعد الأهلية المعتمدة من قبل الفيفا؛ تنطبق بعض الاستثناءات المحدودة. وقد يحمل اللاعبون أكثر من جنسية لا تعترف بها الفيفا.
| الرقم | البلد    | المركز | اللاعب             |
| ----- | -------- | ------ | ------------------ |
| 1     | قطر      | حارس   | عمر فتحي           |
| 2     | قطر      | مدافع  | عبد الله محمود     |
| 3     | قطر      | مدافع  | عبد الرحمن شير خان |
| 5     | قطر      | وسط    | عبد الرحمن محمد    |
| 6     | قطر      | وسط    | محمد ياسر          |
| 7     | قطر      | وسط    | مهاب محمد          |
| 8     | البرتغال | وسط    | روبن لاميراس       |
| 9     | الجزائر  | مهاجم  | محمد بن يطو        |
| 10    | نيجيريا  | وسط    | عبد الله أويكانمي  |
| 11    | قطر      | مهاجم  | هادي تباسيده       |
| 12    | قطر      | مدافع  | علي المري          |
| 13    | البرتغال | مدافع  | ديوغو أمارو        |
| 16    | قطر      | مدافع  | حمزة ياسر          |
| 17    | قطر      | وسط    | خليفة سلمان        |
| 18    | قطر      | وسط    | أحمد أسامة         |
| 19    | قطر      | وسط    | خطاب بو عبيدة      |

| الرقم | البلد   | المركز | اللاعب                              |
| ----- | ------- | ------ | ----------------------------------- |
| 22    | قطر     | وسط    | فيصل البورشيد                       |
| 23    | المغرب  | مدافع  | يانيس مراح                          |
| 28    | مصر     | مهاجم  | أحمد الصادي                         |
| 30    | الجزائر | حارس   | نبيل وناس                           |
| 33    | قطر     | مدافع  | عبد العزيز العمري                   |
| 44    | الهند   | وسط    | أشير فازهابيل                       |
| 50    | قطر     | حارس   | يوسف سيد                            |
| 55    | باكستان | وسط    | عمران خان                           |
| 68    | باكستان | وسط    | سيف الرحمن                          |
| 77    | قطر     | مدافع  | معاذ عبد الله (معار من نادي الريان) |
| 80    | الأردن  | مدافع  | أحمد أبو عدوان                      |
| 81    | قطر     | وسط    | تركي القحطاني                       |
| 88    | قطر     | حارس   | معاذ هاشم                           |
| 90    | قطر     | مهاجم  | سالم خليفة                          |
| 96    | قطر     | وسط    | أحمد مالك                           |
| 99    | قطر     | مدافع  | سالم السفياني                       |

### المعارون
ملاحظة: تشير الأعلام إلى المنتخب بحسب قواعد الأهلية المعتمدة من قبل الفيفا؛ تنطبق بعض الاستثناءات المحدودة. وقد يحمل اللاعبون أكثر من جنسية لا تعترف بها الفيفا.
| الرقم | البلد | المركز | اللاعب                                |
| ----- | ----- | ------ | ------------------------------------- |
| 54    | قطر   | وسط    | أواب حسين (معار إلى كولتورال ليونيسا) |

## الألقاب والإنجازات
دوري الدرجة الثانية القطري
- البطل (1): 2011-2012.[2]

كأس نجوم قطر
- البطل (1): 2020-2021.[2]
- الوصيف (1): 2021-2022.[2]

كأس الأمير
- الوصيف (1): 2014.[2]

كأس الاتحاد القطري
- البطل (1): 2020-2021.[2]

## المنشئات والمرافق الرياضية

### ملعب السيلية
بني الملعب عام 1995 ويغطي مساحة 60,000 متر مربع ويضم ملاعب كرة قدم تتسع لـ 1500 شخص وملعبين للتدريب وغرف تبديل ملابس ومكتب إداري ومباني إدارية أخرى. ونظرًا لعدم كفاية سعته ومرافقه، كثيرًا ما يستخدم النادي استاد حمد بن خليفة كملعب رسمي للفريق.